# Joel Souza
Joel Souza (Fremont, 14 giugno 1973) è un regista statunitense.

## Biografia
Il 21 ottobre 2021 è rimasto ferito a causa di un incidente sul set del film western Rust, in cui è morta Halyna Hutchins.

## Filmografia
- Hannah's Gold (2010)
- Ghost Squad (2015)
- Christmas Trade (2015)
- Break Night (2017)
- Crown Vic (2019)
- Rust (-)